# Монализа (кратер)
Кратер Монализа је већи ударни метеорски кратер на површини планете Венере. Налази се на координатама 25,6° северно и 25,1 источно (планетоцентрични координатни систем +Е 0-360) и са пречником од 79,4 км међу већим је ударним кратерима на овој планети.
Кратер је име добио према Лизи дел Ђокондо чији портрет је насликао Леонардо да Винчи у периоду између 1503. и 1506. године. Име кратера је 1991. усвојила Међународна астрономска унија.